# Le Fifre (Manet)
Pour les articles homonymes, voir Fifre (homonymie).
Le Fifre est un tableau réalisé par le peintre Édouard Manet en 1866, et resté célèbre en raison de ses couleurs vives et contrastées. Il « figure un jeune garçon debout, légèrement déhanché, jouant du fifre et vêtu de l’uniforme des enfants de troupe de la garde impériale de Napoléon III. Le pantalon rouge à bandes noires, la veste noire à boutons dorés, le baudrier blanc et le calot sont caractéristiques des voltigeurs ».

## Provenance
Paul Durand-Ruel fait l'acquisition du tableau en 1872 et de nouveau en 1893. Entre 1873 et 1893, l'œuvre appartient à l'ami de Manet, le musicien et collectionneur Jean-Baptiste Faure. Elle est ensuite remise à titre de dation à l'État français par son dernier propriétaire, Isaac de Camondo, et entre dans les collections nationales en 1911. Exposé au musée du Louvre à partir de 1914, le tableau est placé en 1947 au musée du Jeu de Paume. Depuis 1986, il est conservé au musée d'Orsay (inventaire RF 1992).

## Histoire
Le thème de la toile, de même que la posture du personnage, s'inspirent explicitement des portraits de nains et de bouffons autrefois réalisés par Diego Vélasquez. Des critiques comme Honoré Daumier l'appellent La Carte à jouer en raison de son absence de profondeur et de perspective qui rompent avec l'académisme, Manet s'inspirant pour sa technique des estampes japonaises.
On peut rapprocher la démarche de Manet de ce qu'il écrivait à propos d'un tableau de Vélasquez : « le fond disparaît : c'est de l'air qui entoure le bonhomme, tout habillé de noir et vivant ».
Le refus en 1866 du Joueur de fifre au Salon de Paris par le jury qui lui reproche sa technique et son sujet populaire répandu par les images d’Épinal, est l'occasion pour le jeune écrivain Émile Zola de publier un article retentissant dans L’Événement, dans lequel il prend la défense du tableau. L’année suivante, Zola alla jusqu’à consacrer une étude biographique et critique très fouillée à Édouard Manet, afin de permettre la « défense et illustration » de sa peinture, qu’il qualifiait de « solide et forte » et associait – peut-être à tort – au naturalisme.
L'identité de l'enfant qui a posé comme modèle pour le tableau reste floue. Certains, comme Paul Jamot, dans la Revue de l'art ancien et moderne de janvier 1927, soupçonnent Victorine Meurent d'avoir revêtu l'uniforme des enfants de troupe de la garde impériale. D'autres ont avancé l'hypothèse de Léon Koelin-Leenhoff (à l'état civil Léon Koëlla, fils de Suzanne Leenhoff, l'épouse d'Édouard Manet). Mais c'était peut-être un authentique  enfant de troupe  de la caserne de la Pépinière que le commandant Lejosne, ami du peintre et oncle de Bazille, lui aurait amené.

## Description
Le fifre dépeint un petit garçon simple et anonyme affecté à la Garde impériale. Le modèle lui a été fourni par son ami le commandant Lejosne, bien que certains critiques aient émis l'hypothèse qu'il s'agisse de Léon-Édouard Koëlla, l'enfant que Manet aurait eu avec Suzanne Leenhoff en 1849. 
Manet a peint Le fifre influencé par le style des portraits de Vélasquez qu'il avait admirés au Musée du Prado à Madrid. Il a été particulièrement impressionné par Pablo de Valladolid, un portrait d'un bouffon de l'époque à l'allure déclamatoire, proche de l'acteur, dans lequel l'arrière-plan ou tout objet de référence, à l'exception de la propre ombre du personnage, disparaît.
Comme dans le tableau du peintre espagnol, Manet a conçu un fond sans profondeur, dans lequel les plans verticaux et horizontaux se distinguent à peine. Selon Peter H. Feist, Le Fifre témoigne de l'attirance de Manet pour "l'effet décoratif de grandes figures individuelles aux contours accentués sur une surface de fond". Sur le fond monochrome, la figure se détache, énergiquement colorée sur la base d'une palette réduite mais aux couleurs vives, dans laquelle la technique de l'empâtement prédomine : le noir très net du guerrier et des chaussures, le rouge du pantalon, le blanc de la bandoulière, etc. En conséquence, la figure se détache "ferme, harmonieuse et vivante".
Avec Le Fifre, Manet non seulement renouvelle radicalement la hiérarchie des genres, en donnant à un sujet de genre la même dignité qu'un portrait officiel, mais il emploie également un style audacieux et révolutionnaire. D'un point de vue chromatique, Manet orchestre un agencement essentiel de couleurs uniformes et plates, basé sur l'éclat du noir, même vif et lumineux (typique de l'artiste), sur les rouges du pantalon, sur l'uniformité du gris du fond, sur la passementerie noire et or, et enfin sur la densité des blancs, pour souligner les plis de la bandoulière et des guêtres. La palette, de cette manière, est réduite à l'essentiel et crée un effet d'originalité déstabilisant. 
Avec ce tableau, Manet dénonce l'influence non seulement de Vélasquez, à qui Le Fifre est un hommage explicite, mais aussi des estampes japonaises, qui ont commencé à jouir d'une grande popularité avec le renforcement du commerce avec l'Orient. Comme les estampes japonaises, en effet, Le Fifre présente une superposition plate, avec une bidimensionnalité accentuée par l'épais contour noir qui circonscrit chaque forme, et emploie un dessin simple et net, dépourvu de perspective et de modelé en clair-obscur.